# 打首獄門同好会
打首獄門同好会（うちくびごくもんどうこうかい）は、日本のスリーピースロックバンド。所属レーベルはLD&K Records。略称は「打首（うちくび）」。

## 概要
2004年、音楽学校メーザー・ハウス在学中に結成。
メンバーチェンジを経て2006年に現メンバー構成となり、2010年にインディーズレーベルのLD&Kと契約。
「生活密着型ラウドロック」「脱力系ラウドコア」というジャンルを標榜している。「このバンドはインディーズじゃないか？」という意見から結成以来、メジャーデビューをしていない。

### バンド名の由来について
当初「和風な名前がいい」との思いから、河本が「チョンマゲトリオ」というバンド名を考案。大澤は「なんとか『チョンマゲトリオ』だけは避けたい」と考え、高山に「打首獄門同好会」と「切腹愛護団体」と「終生遠島協同組合」どれがいい？」と詰め寄り、最終的に「打首獄門同好会」に決定した。
大澤が考案した3つのバンド名は、いずれも大澤の父がよく観ていた時代劇ドラマ「遠山の金さん」からの引用であり、「意味は全く無い」と語っている。

## メンバー

### 元メンバー
- 高山 明（たかやま あきら） - Ba.＆Vo.
結成 - 2006年3月まで在籍、「『自分のバンドで天下を取りたい』という野心を抱き」[8]脱退。2010年7月に結婚している[4]。
- 杉浦 直重（すぎうら なおしげ） - Ba.
2006年4月 - 10月まで在籍。愛称は「ジョニー」。東京大学（理科二類）卒業。

### サポート
- 風乃海（かぜのうみ） - VJ＆Cho.
3代目VJ。2017年6月3日「Japan's Next Vol.17」にてVJデビュー。前任者のサカムケと同じく、LD＆Kのスタッフとしても勤務しており、打首のマネージャーも兼任している。
ミュージックビデオに度々出演。（「死亡フラグを立てないで」など）
LD＆K入社前はIT企業でエンジニアとして働いていた。音楽経験も豊富で、ギター・ベース・ドラム等バンドで使用される殆どの楽器は、一通り扱うことができる。
オフィシャルグッズにはクリアポーチやネオンTシャツ、キャラTシャツがある。
- ナマハゲ - VJ
初代VJ（ - 2014年）。自身でも音楽活動を行っており、ビンビールズではギター・ボーカルを担当。
2017年夏に仕事の都合で渡米（それに伴いビンビールズも一旦解散）、翌年ビンビールズを再結成。打首の武道館ライブにも出演している。
- サカムケ - VJ＆Cho.
2代目VJとして2015年から参加し、打首のマネージャーを兼任。2018年10月の「サカムケ卒業祭」を以て、サポートメンバーからも卒業。LD＆Kが愛知県名古屋市に新設したライブハウス「新栄シャングリラ」の店長に就任した。
札幌に拠点を置くバンド「ナンデードーシテー」にも「サカムケ☆レシピ」名義で在籍している。
- ブラッド - VJ
本名、千田 圭一（ちだ けいいち）。北海道旭川市出身（生まれは滝川市）。ナマハゲ離脱〜サカムケ正式参加まで臨時でVJを担当し、その後はサカムケ・風乃海が出演できない際の代打として参加している。風乃海・サカムケと同じくLD＆Kの社員で元テレビ東京の社員。「ブラッド」の名付け親はjunko（ちだ→血だ→blood）。『88』のPV監督を務めたほか、チダケイイチ名義でネット番組「10獄放送局」のディレクターも務めている。
トレードマークは右耳についた黒い丸ピアス。
オフィシャルグッズには、ひらけ！カンキッキタオルや「ぬ」キーホルダー、10獄放送局キーホルダーなどがある。
- 鬼ヶ島 一徳（おにがしま いっとく、バックドロップシンデレラ） - Dr.
- 柳原 和也（やなぎはら かずや、DATSUN320） - Dr.
- 松本 誠治（まつもと せいじ、the telephones） - Dr.
2021年夏に河本がバセドー病との診断を受けドラム演奏にドクターストップが掛かったため、イベント出演時のサポートドラムとして2022年4月に復帰するまで参加。

## 楽曲について
- 日本の米は世界一
打首獄門同好会の代表曲。この曲を作ったことで農家のファンが増えたという[10]。曲の中で米米CLUBの「KOME KOME WAR」に酷似したフレーズが使われているが、米米CLUB側から正式な許諾を得て使用している。『まだまだ新米』、『獄至十五』収録。
- 布団の中から出たくない
ミュージックビデオ及び「冬盤」のジャケットイラストにコウペンちゃんが使われている。これは作者の、るるてあが打首獄門同好会のファンでライブに足を運んだことから交流が生まれ、ミュージックビデオ制作となった。MV公開から1週間後、中国のSNSで拡散され合計1000万回以上再生。英語字幕バージョンも作られ、アメリカ・カナダ・ヨーロッパなど海外からのコメントも多数寄せられている[11]。『冬盤』、『獄至十五』収録。

- きのこたけのこ戦争
明治のチョコレートスナック菓子「きのこの山」「たけのこの里」を巡るインターネット・ミーム「きのこたけのこ戦争」がテーマとなっており、ミュージックビデオでは両者の争いをレトロゲーム風のビジュアルで描いている[12]。ライブではオーディエンスがきのこ軍、たけのこ軍に見立てた左右に分かれ、ウォール・オブ・デスを行うのが恒例。『やんごとなき世界』、『獄至十五』収録。

- デリシャスティック
うまい棒について歌った曲で、歌詞の中にはかつて発売されたうまい棒の味の種類が多数登場する。ライブでは開演前に客席にうまい棒が配られ、ケミカルライト代わりに客が掲げることが恒例となっている[13]。自主制作盤『庶民派爆弾さん』、『打首獄門同好会さんが猛烈に自己アピール中です。』、ベストアルバム『10獄〜TENGOKU〜』収録で、それぞれ録音が異なる。

- フローネル
「風呂入って速攻寝る計画」のフレーズが印象的な曲。大澤が家まであと3分で着く帰り道の路上で思いついた[14]。ミュージックビデオでは芦沢ムネトの『フテネコ』が全編書き下ろしで使用。RIZEのKenKenがTwitterで「フローネル」の歌詞を呟いているのを見たことがきっかけで大澤と交流が始まり、そこから芦沢との出会いが生まれた。そのため1シーンのみKenKenのイラストが作成されている。大澤や終盤のjunkoのセリフパートはライブではアドリブパートとなっており内容は毎回異なる。『庶民派爆弾さん』、『10獄〜TENGOKU〜』収録で録音が異なる。

- 今日も貴方と南武線
歌詞に南武線の駅名がずらずらと並ぶバンド初期の楽曲。冒頭部分に駅ホームにおける接近メロディ（ATOS）がサンプリングされており、Androidに搭載されている「この曲なに？」機能では接近チャイムを本曲として認識される事象が多く発生しているという[15]。本曲のイントロはYouTube企画「10獄放送局」のテーマ曲として使用されている。『デモ暮らしー Vol.1』、『庶民派爆弾さん』、『10獄〜TENGOKU〜』収録で録音が異なる。

- 私を二郎に連れてって
ラーメン二郎について歌った曲。『獄門のすゝめ』、『10獄〜TENGOKU〜』収録。

- 88（エイティーエイト）
バラエティ深夜番組『水曜どうでしょう』で放送された企画「四国八十八ヵ所シリーズ」がテーマとなっており、歌詞には番組内での発言や内容が多数もりこまれている。この曲が口コミで話題を呼び、2013年9月に「水曜どうでしょう祭 UNITE2013」出演が決定した。また、決定した際に大澤が四国八十八箇所を4日間で周り、それをもとにミュージックビデオおよびドキュメンタリーが制作された[16]。『庶民派爆弾さん』、『打首獄門同好会さんが猛烈に自己アピール中です。』、『一生同好会します』、『10獄〜TENGOKU〜』収録。

- How do you like the pie?
歌詞が全てバラエティ深夜番組『水曜どうでしょう』に出てきた発言で構成されている。タイトルも水曜どうでしょうの英タイトル「How do you like wednesday?」をもじったもの。なお、大泉洋のみ語感が似ている言葉に変換されている。『一生同好会します』、『10獄〜TENGOKU〜』収録。

- ヒゲは走る
バラエティ深夜番組『水曜どうでしょう』の藤村忠寿らが主催する「ヒゲマラソン部」について歌った曲で、「10獄放送局」の第5回にて本人公認ソングとなった[17]。『10獄〜TENGOKU〜』収録。

- New Gingeration
「Gingeration」は「Ginger（生姜）」と「Generation」をあわせた造語。岩下食品代表取締役の岩下和了が打首獄門同好会のファンだった[18]ことから繋がりが生まれ、岩下食品の公認ソングとして制作された[19]。曲を作るにあたり、岩下食品の取材及び工場見学を行っている[20]。『まだまだ新米』、『獄至十五』収録。

- 歯痛くて Feat. Dr.COYASS
虫歯をテーマとした曲。フィーチャリングゲストとして参加したDr.COYASSは元デブパレードの現役歯科医で、大澤とは主治医と患者の関係[21]。『やんごとなき世界』、『獄至十五』収録。

- 島国DNA
ミュージックビデオは漁船にドラムセットと共にメンバーが乗り、三浦半島沖の海上で撮影されている。撮影に使われたドローン等の機材などはDVD制作クラウドファンディングで余ったお金が使われた[22]。数々の魚を捌く映像にはロックバンド「漁港」の森田釣竿が出演し実演を行っている[23]。『やんごとなき世界』、『獄至十五』収録。

- はたらきたくない
ゲームソフト『WORK×WORK』タイアップが決まった際、複数のデモ曲を作成した中からスタッフによって選ばれた[24]。『そろそろ中堅』、『獄至十五』収録。

- 新型コロナウイルスが憎い
2020年2月29日にZepp Tokyoライブのオープニングとして使用[25]。『2020』に大幅にアレンジされて収録。

- 牛乳推奨月間
緊急事態宣言により学校が一斉休校になり、牛乳が余っていることを受け2020年3月14日にTwitter上で公開[26]。2021年末の牛乳消費減少時には森崎博之とのコラボが行われ、森崎によるVJ素材がインターネット配信「ミルクに恩返し」で公開収録が行われた[27]。『2020』収録。

- カンガルーはどこに行ったのか
2021年4月17日から『しまじろうのわお!』歌のコーナーで放送されている。[28]。“考えることを考える” というテーマを軸にした楽曲。ミュージックビデオでは芦沢ムネトデザインのしまじろうとカエル（しまじろうのキャラに本来カエルモチーフのキャラは存在していない[注 2]）がメインで活躍し、フテネコもこっそり登場する。2022年に番組内で行われた放送開始10周年記念楽曲人気投票「うた・ダンスフェス」では[29]では1位を獲得している。『こんなバンド名だけどいいんですか』、『ぼちぼちベテラン』収録。

## 来歴

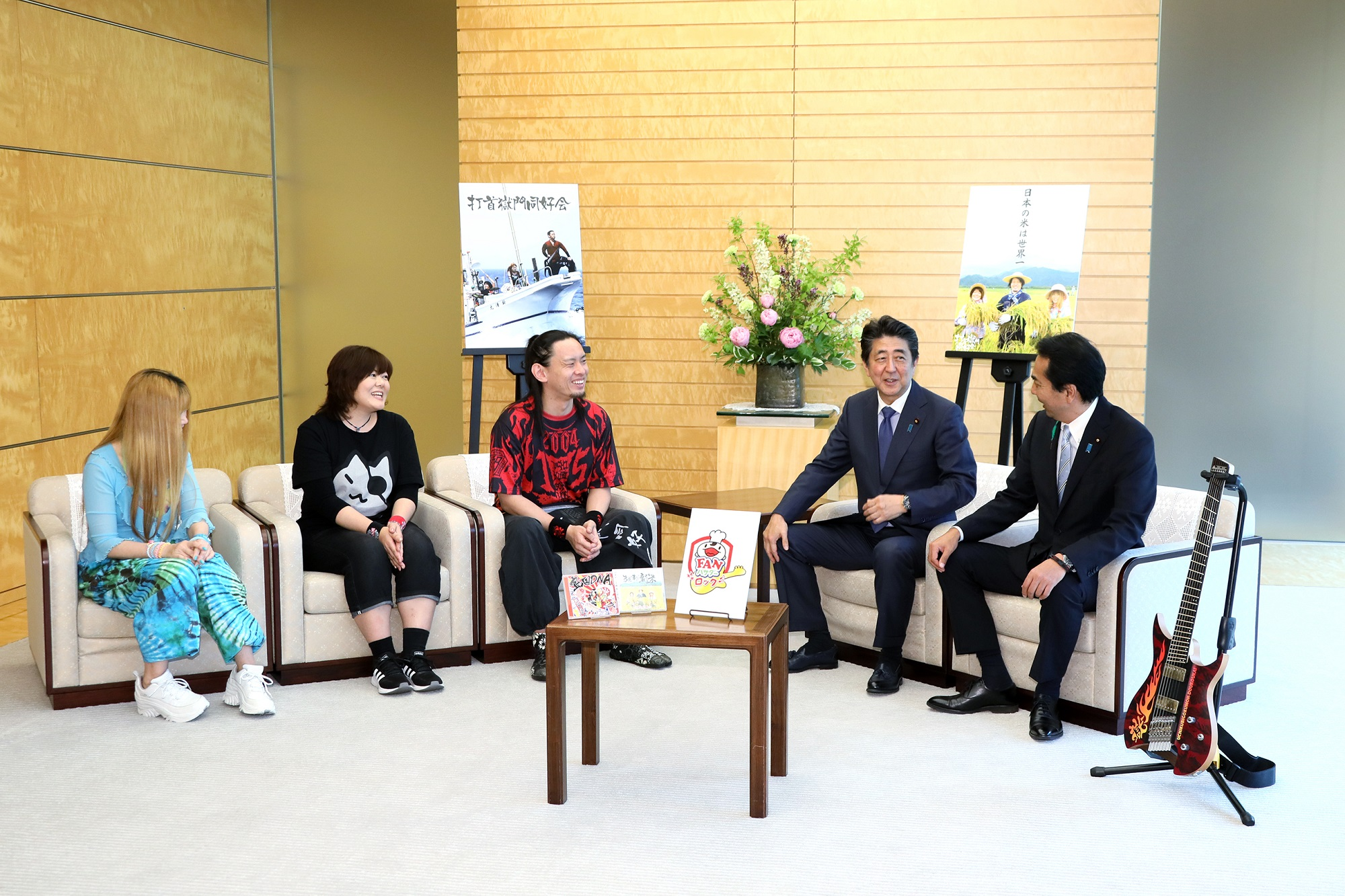
左からjunko、河本あす香、大澤敦史、安倍晋三、江藤拓（2019年5月、首相官邸訪問時）。

2004年
9月 - 同じ音楽専門学校「音楽学校メーザー・ハウス」に在籍していた大澤敦史（Gt&Vo）、河本あす香（Dr&Vo）、高山明（Ba&Vo）の3人で結成。初めて3人で演奏した曲は「Breakfast」。
2005年
2月 - 初のデモ音源「デモ暮らしーVol.1」完成。
2006年
3月 - デモ音源第2弾「デモ暮らしーVol.2」完成。「獄Tシャツ」販売開始。
3月 - 初代ベース・高山明が脱退。
4月 - 脱退した高山明の代わりに半年間、やはり学校が同じであったベーシスト・杉浦直重（ジョニー）と共に活動。
11月 - 現ベース・junkoが加入。最初はサポートメンバー扱いだったものの、いつのまにか加入し現在のメンバーとなる。
2007年
6月 - 通算100回目のライブ（三軒茶屋ヘブンスドア）。
2008年
9月 - デモ音源第3弾「デモ暮らしーVol.3」完成。
2009年
5月 - 初の全国リリース作品「庶民派爆弾さん」をリリース。
2010年
10月 - インディーズレーベル「LD&K」と契約し、5曲入りミニアルバム「打首獄門同好会さんが猛烈に自己アピール中です。」をリリース。
2011年
1月 - アルバム「なわけで、それがし打首獄門同好会ですよろしくダカダダンジャーン」をリリース。
2012年
10月 - アルバム「獄門のすゝめ」をリリース。
2013年
10月 - アルバム「一生同好会します」をリリース。
2014年
8月 - 結成10周年記念ベスト盤「10獄〜TENGOKU〜」をリリース。
2015年
5月 - シングル「日本の米は世界一 / New Gingeration」をリリース。
11月18日 - ミニアルバム「まだまだ新米」をリリース。
2016年
2月20日にZepp Tokyoで行われるワンマンライブをDVD化するためにクラウドファンディングを立ち上げ。目標金額300万円に対し最終的に約5倍の1546万4000円が集まった。
8月24日 - シングル「島国DNA / Natto Never Dies」をリリース。
2017年
1月25日 - ミニアルバム「やんごとなき世界」をリリース。
7月12日 - 四季連続リリースシングル「夏盤」を発売。
8月11、12日 - 「RISING SUN ROCK FESTIVAL 2017 in EZO」の会場にて石狩市とコラボで飲食店「10獄食堂」を出店。
10月11日 - 四季連続リリースシングル「秋盤」を発売。
2018年
1月24日 - 四季連続リリースシングル「冬盤」を発売。
3月11日 - 日本武道館にてワンマンライブを開催。また、同日に四季連続リリースシングル完結作の「春盤」を発売。
2019年
5月13日 - これまでの国産農林水産物の楽曲の音楽活動を評価され、農林水産省から特別職「FANバサダーロック」に任命。同日安倍晋三首相を表敬訪問した。
8月 -  はごろもフーズ「シャキッと！コーン」とのコラボソング「Shake it up 'n' go 〜シャキッと！コーンのうた〜」がテレビCMに採用された。
2020年
2月14日 - 音楽番組『ミュージックステーション』に初出演、「日本の米は世界一」を生披露した。
2月29日 - 新型コロナウイルス流行のため、Zepp Tokyoで行われる予定だったワンマンツアー「獄至十五ファイナルワンマンツアー」最終公演を、インターネット無料生配信による無観客ライブとして開催し、約10万人が視聴した。ゲストとして大抜卓人（司会）、赤飯（オメでたい頭でなにより）、豊島“ペリー来航”渉（バックドロップシンデレラ）。かなす、イイカワケン(HEY-SMITH)が参加。開催にあたり大澤は「『打首はこうしたのに』って、他バンドに同じような配信ライブを求めないようにしてくださいね。中止ってだけでも損失えげつないのに何百万か赤字が増えるやつです。やらないのが普通で、ウチがおかしいんです」とコメントしている。
6月19日 - VRゴーグルを着用しながら鑑賞することによって、360度見ることができる有料動画コンテンツ「360度動画『VRライブハウス』計画」がスタート。
2024年
結成20周年を記念し20！＋39！＝59！ツアーを開催。
このツアー名は「結成20周年」、「サンキュー（39）」、「獄（59）」をかけたものである。
2025年
1月23日 - LD&K内に新レーベルを立ち上げることを発表

## ディスコグラフィ

### シングル

#### 配信シングル
| 発売日         | タイトル                     | 備考                    |
| -------------- | ---------------------------- | ----------------------- |
| 2021年4月8日   | シュフノミチ                 | c/w極・夫婦街道         |
| 2021年4月17日  | カンガルーはどこに行ったのか |                         |
| 2021年4月21日  | それだけがネック             |                         |
| 2022年8月20日  | 死亡フラグを立てないで       |                         |
| 2022年8月27日  | 地味な生活                   | SAMBA MAX EDITIONも収録 |
| 2023年7月14日  | なぜ今日天気が悪い           |                         |
| 2024年6月6日   | BUNBUN SUIBUN                |                         |
| 2024年7月3日   | カモン栄一                   |                         |
| 2024年12月20日 | ダンシャリズム               |                         |
| 2025年5月28日  | WAZA                         |                         |

### 参加作品
| 発売日        | タイトル                                          | 収録曲 | 備考                                                                                                |
| ------------- | ------------------------------------------------- | --- | --------------------------------------------------------------------------------------------------- |
| 2015年        | どううた                                          | 88 ヒゲは走る How do you like the pie? 君と僕のカブで（仮） キャラバン音頭/黒色すみれ&打首獄門同好会＆嬉野藤村D | どうでしょうキャラバン会場限定販売                                                                  |
| 2020年3月25日 | サンボマスター究極トリビュート ラブ フロム ナカマ | 世界をかえさせておくれよ                                                                                        | サンボマスタートリビュートアルバム                                                                  |
| 2022年3月30日 | All Night Carnival                                | One Night Carnival                                                                                              | 氣志團トリビュートアルバム                                                                          |
| 2022年4月20日 | レキシチ                                          | 鬼の副長HIZIKATA feat. ぼく、獄門くん                                                                           | レキシ7thアルバム。 レキシネーム・ぼく、獄門くん（大澤局長副長会長、あす香大仏、花の都junko）名義。 |
| 2024年8月14日 | 五十年祭                                          | メリーアン | THE ALFEEトリビュートアルバム                                                                       |

### 楽曲提供
| 曲名           | アーティスト | 担当                     | 収録作品 | 備考                |
| -------------- | ------------ | ------------------------ | -------- | ------------------- |
| ハライッパイ   | 関ジャニ∞    | 作詞・作曲・編曲（大澤） | 未完成   |                     |
| SORENA NAOHITO | 藤木直人     | 作詞・作曲（大澤）       | BE FREE  | コーラス:ゆうちゃみ |

### 未音源化曲
- why so yellow?
- 俺を釣りバカにしてくれ
- 虎じゃんか
- 泊まったホテル

いずれも水曜どうでしょうキャラバンのみでの演奏。

## タイアップ
| 年     | 曲名                                            | タイアップ内容                                                    |
| ------ | ----------------------------------------------- | ----------------------------------------------------------------- |
| 2017年 | 10獄食堂へようこそ                              | RISING SUN ROCK FESTIVAL 2017 in EZO出店「10獄食堂」テーマ曲      |
| 2017年 | ニクタベイコウ!                                 | フードイベント「肉フェス」公式イメージソング ジュリアタッグ入場曲 |
| 2019年 | はたらきたくない                                | フリューのゲームソフト『WORK×WORK』テーマ曲                       |
| 2019年 | YES MAX                                         | エースコック「スーパーカップMAX」とのコラボ作品                   |
| 2019年 | Shake it up 'n' go 〜シャキッと！コーンのうた〜 | はごろもフーズ「シャキッと！コーン」とのコラボ作品                |
| 2021年 | シュフノミチ                                    | テレビアニメ「極主夫道」オープニングテーマ                        |
| 2021年 | 極・夫婦街道                                    | テレビアニメ「極主夫道」エンディングテーマ                        |
| 2021年 | カンガルーはどこに行ったのか                    | テレビ番組「しまじろうのわお!」タイアップ曲                       |
| 2021年 | それだけがネック                                | テレビアニメ「それだけがネック」主題歌                            |
| 2023年 | 布団の中から出たくない                          | 日本マクドナルド「とろけるホットパイ」CM使用曲                    |
| 2024年 | BUNBUN SUIBUN                                   | 大塚製薬「ポカリスエット」CMソング                                |
| 2025年 | WAZA                                            | 新日本プロレス「BEST OF THE SUPER Jr.32」大会テーマソング         |

## 10獄放送局
2014年、打首獄門同好会結成10周年を記念して10獄（てんごく）プロジェクトの一環でYouTubeで配信している動画番組「10獄放送局」を開始した。
番組内では打首獄門同好会初期のころの楽曲「上野ZOO」の歌詞内にある動物を上野動物園で探す企画（「うえのどうぶつえんに行こう」）や、『水曜どうでしょう』をリスペクトした企画「男3人原付カブぶらり旅」をするなど、「ジャンルレスプログラム」と称し放送している。

### 配信リスト
- 配信日はYouTube公開日を記載。

第1シーズン（全19回）
- 　「うえのどうぶつえんに行こう」、「JUNKO COOKING」、「男3人原付カブぶらり旅」など複数の企画を進行。
- 初回ゲストのチダケイイチ（ディレクター）は以降毎回出演。青木亞一人（アシュラシンドローム）も第3回以降ほぼ毎回出演。

| 10獄放送局 第1シーズン | 10獄放送局 第1シーズン | 10獄放送局 第1シーズン                                                                        | 10獄放送局 第1シーズン                                                                               |
| 回                     | 配信日                 | 企画（ゲスト）                                                                                | 備考                                                                                                 |
| ---------------------- | ---------------------- | --------------------------------------------------------------------------------------------- | --- |
| #1                     | 2014年5月29日          | * うえのどうぶつえんに行こう① * じゅんこと夕陽① * 新作放送局①（チダケイイチ、VJナマハゲ）     | * 新作放送局は大澤が作ったデモ曲（失われし平和な春の日よ）をメンバーとゲストに視聴・感想を聞く企画。 |
| #2                     | 2014年5月29日          | * それいけ!!パワポVJ!!チダケイイチ * うえのどうぶつえんに行こう② * じゅんこと夕陽②            | |
| #3                     | 2014年5月30日          | * JUNKO COOKING①（青木亞一人） * 獄門匠百選 * じゅんこと夕陽③                                 | |
| #4                     | 2014年5月29日          | * うえのどうぶつえんに行こう③ * 打首獄門同好会ライブレポート * JUNKO COOKING②（青木亞一人）   | * ライブレポートは｢COMIN'KOBE14｣の模様を配信。                                                       |
| #5                     | 2014年6月13日          | * JUNKO COOKING③（青木亞一人） * 新作放送局②（藤村忠寿、嬉野雅道、石坂豊）                    | * 新作放送局はHTBに出向き｢ヒゲマラソン部｣のMVを視聴させる企画。                                      |
| #6                     | 2014年7月2日           | * JUNKO COOKING④（青木亞一人）                                                                | |
| #7                     | 2014年7月12日          | * うえのどうぶつえんに行こう④ * 新作放送局③                                                   | * 新作放送局は、アルバム｢10獄〜TENGOKU〜｣のレコーディング風景を配信。                                |
| #8                     | 2014年7月24日          | * 男3人原付カブぶらり旅①（青木亞一人）                                                        | |
| #9                     | 2014年9月3日           | * 男3人原付カブぶらり旅②（青木亞一人）                                                        | |
| #10                    | 2014年9月2日           | * 男3人原付カブぶらり旅③（青木亞一人）                                                        | |
| #11                    | 2014年9月11日          | * 男3人原付カブぶらり旅④（青木亞一人）                                                        | |
| #12                    | 2014年9月26日          | * 男3人原付カブぶらり旅⑤（青木亞一人）                                                        | |
| #13                    | 2014年10月10日         | * 男3人原付カブぶらり旅⑥（青木亞一人） * うえのどうぶつえんに行こう⑤                          | |
| #14                    | 2014年10月23日         | * 男3人原付カブぶらり旅⑦（青木亞一人） * うえのどうぶつえんに行こう⑥                          | |
| #15                    | 2014年11月6日          | * うえのどうぶつえんに行こう⑦                                                                 | |
| #16                    | 2014年11月20日         | * 男3人原付カブぶらり旅⑧（青木亞一人）                                                        | |
| #17                    | 2014年12月4日          | * 男3人原付カブぶらり旅⑨（青木亞一人）                                                        | |
| #18                    | 2014年12月18日         | * 男3人原付カブぶらり旅⑩（青木亞一人）                                                        | |
| #19                    | 2014年12月22日         | * 男3人原付カブぶらり旅⑪（青木亞一人） * 番組を振り返る＋打首獄門同好会秘蔵映像（青木亞一人） | |

第2シーズン（全8回）
- 「打首獄門同好米 栽培プロジェクト」、「回せよロクロ! こねれよ粘土!」＿「米」および「茶碗」をメンバー自らの手で作る。
- 第2シーズン以降は、打首メンバーとチダに加え、青木亞一人と打首獄門同好会マネージャー兼務のVJサカムケも毎回出演。

| 10獄放送局 第2シーズン | 10獄放送局 第2シーズン | 10獄放送局 第2シーズン                                                                         | 10獄放送局 第2シーズン |
| 回                     | 配信日                 | 企画（ゲスト）                                                                                 | 備考 |
| ---------------------- | ---------------------- | ---------------------------------------------------------------------------------------------- | --- |
| #20                    | 2015年7月24日          | 打首獄門同好米 栽培プロジェクト①                                                               | |
| #21                    | 2015年8月28日          | 打首獄門同好米 栽培プロジェクト②                                                               | |
| #22                    | 2015年9月25日          | 打首獄門同好米 栽培プロジェクト③                                                               | |
| #23                    | 2015年10月26日         | 打首獄門同好米 栽培プロジェクト④                                                               | |
| #24                    | 2015年11月25日         | 新米収穫記念! おかず2MAN 〜岩下の新生姜 VS 青ばん〜 レポート （アシュラシンドローム）          | 2015年10月23日渋谷チェルシーホテルで行われた打首獄門同好会とアシュラシンドロームのライブイベント（「新生姜VS青ばん おかず対決」）の模様を配信。 |
| #25                    | 2015年12月18日         | 回せよロクロ! こねれよ粘土! 陶芸の里・益子で 益子焼 お茶碗作り大作戦① （アシュラシンドローム） | |
| #26                    | 2016年1月26日          | 回せよロクロ! こねれよ粘土! 陶芸の里・益子で 益子焼 お茶碗作り大作戦②                          | |
| #27                    | 2016年2月20日          | 回せよロクロ! こねれよ粘土! 陶芸の里・益子で 益子焼 お茶碗作り大作戦③                          | |

第3シーズン（全6回）
- チーム対抗 釣りバカ大決戦＿打首獄門同好会チームとアシュラシンドロームチームによる釣り対決。舞台は秋田県男鹿市。
- 第3シーズンは打首・チダ・青木・サカムケに加えアシュラシンドロームのギター担当・Nagaも毎回出演。

| 10獄放送局 第3シーズン | 10獄放送局 第3シーズン | 10獄放送局 第3シーズン                                          | 10獄放送局 第3シーズン                                    |
| 回                     | 配信日                 | 企画                                                            | 備考                                                      |
| ---------------------- | ---------------------- | --------------------------------------------------------------- | --------------------------------------------------------- |
| #28                    | 2016年7月8日           | 打首獄門同好会VSアシュラシンドローム チーム対抗 釣りバカ大決戦① | 本編ではjunko（ベース）が負傷（治療中）のためロケは欠席。 |
| #29                    | 2016年7月28日          | 打首獄門同好会VSアシュラシンドローム チーム対抗 釣りバカ大決戦② | 本編ではjunko（ベース）が負傷（治療中）のためロケは欠席。 |
| #30                    | 2016年8月30日          | 打首獄門同好会VSアシュラシンドローム チーム対抗 釣りバカ大決戦③ | 本編ではjunko（ベース）が負傷（治療中）のためロケは欠席。 |
| #31                    | 2016年10月7日          | 打首獄門同好会VSアシュラシンドローム チーム対抗 釣りバカ大決戦④ | 本編ではjunko（ベース）が負傷（治療中）のためロケは欠席。 |
| #32                    | 2016年11月5日          | 打首獄門同好会VSアシュラシンドローム チーム対抗 釣りバカ大決戦⑤ | 本編ではjunko（ベース）が負傷（治療中）のためロケは欠席。 |
| #33                    | 2016年12月6日          | 打首獄門同好会VSアシュラシンドローム チーム対抗 釣りバカ大決戦⑥ | 本編ではjunko（ベース）が負傷（治療中）のためロケは欠席。 |

第4シーズン（全8回）
- 10獄食堂出店プロジェクト＿RISING SUN ROCK FESTIVAL、石狩市とのコラボレーション。
- 第4シーズン以降は、大澤、青木、チダの3人が中心となる。

| 10獄放送局 第4シーズン | 10獄放送局 第4シーズン | 10獄放送局 第4シーズン        | 10獄放送局 第4シーズン                                                                                   |
| 回                     | 配信日                 | 企画                          | 備考 |
| ---------------------- | ---------------------- | ----------------------------- | --- |
| #34                    | 2017年4月15日          | RSR 10獄食堂出店プロジェクト① | アシュラシンドローム 協力のもとで青木亞一人にドッキリを敢行                                              |
| #35                    | 2017年5月5日           | RSR 10獄食堂出店プロジェクト② | |
| #36                    | 2017年5月24日          | RSR 10獄食堂出店プロジェクト③ | |
| #37                    | 2017年6月15日          | RSR 10獄食堂出店プロジェクト④ | |
| #38                    | 2017年7月11日          | RSR 10獄食堂出店プロジェクト⑤ | |
| #39                    | 2017年7月21日          | RSR 10獄食堂出店プロジェクト⑥ | |
| #40                    | 2017年8月3日           | RSR 10獄食堂出店プロジェクト⑦ | |
| #41                    | 2017年9月27日          | RSR 10獄食堂出店プロジェクト⑧ | 第4シーズン最終回。RISING SUN ROCK FESTIVAL 2017当日の様子を､放送局過去最長の約1時間20分という時間で放送 |

特別編1（全4回）
- 武道館ワンマン特別編と、第4シリーズを受けてのライジングサンシリーズ。

| 10獄放送局 特別編 | 10獄放送局 特別編 | 10獄放送局 特別編                                                                                          | 10獄放送局 特別編 |
| 回                | 配信日            | 企画 | 備考 |
| ----------------- | ----------------- | --- | --- |
| #--               | 2018年3月11日     | 武道館ワンマン特別編                                                                                       | 打首獄門同好会日本武道館ライブに先駆けて行われた企画。大澤・青木・チダの3人で真冬の四国八十八箇所を巡礼する。再編集のもと同年9月14日に「完全版」として再公開。                                                                                      |
| #--               | 2018年6月25日     | 番外編〜アシュラシンドローム『結局ライジングサンに出られなかった問題』緊急対策会議                         | 2018年8月に開催された打首・アシュラのツーマンライブ『アシュラシンドローム、来年こそはライジングに出てやる宣言式典』の告知（ただし青木には知らされていなかった）。機材トラブルによりTwitCastingで大澤のスマホから生配信された。翌日YouTubeでも公開。 |
| #--               | 2018年8月30日     | 特別編〜2018.8.19 Zepp Sapporo『アシュラシンドローム、来年こそはライジングに出てやる宣言式典』ダイジェスト | 前述のライブのダイジェスト映像。青木の親友・岩井との十数年ぶりの共演やTM NETWORKの木根尚登からのビデオメッセージなど、青木へのサプライズも執り行われた。                                                                                            |
| #--               | 2019年4月24日     | 緊急特別企画編                                                                                             | 2019年4月15日に誕生日を迎えた青木を打首・アシュラのメンバーで祝う企画。また、青木の親友である岩井も駆けつけ、お祝いと同時にRISING SUN ROCK FESTIVAL2019へのアシュラの出演決定を青木に知らせた（他メンバーは事前に知らされていた）。                 |

第5シーズン（全8回）
- 根室〜石狩 500km北海道横断 自転車の旅＿北海道最東端の根室市からRSR会場の石狩市まで自転車で横断する。
- マネージャー兼VJがサカムケから風乃海に交代したため、第5シーズンからサカムケの代わりに風乃海が毎回出演。

| 10獄放送局 第5シーズン | 10獄放送局 第5シーズン | 10獄放送局 第5シーズン                 | 10獄放送局 第5シーズン                                                        |
| 回                     | 配信日                 | 企画                                   | 備考                                                                          |
| ---------------------- | ---------------------- | -------------------------------------- | ----------------------------------------------------------------------------- |
| #42                    | 2019年8月14日          | 根室〜石狩 500km北海道横断 自転車の旅① | 2019年4月18日に行われた「緊急企画特別編」の撮影後に企画発表された様子を送る。 |
| #43                    | 2019年9月27日          | 根室〜石狩 500km北海道横断 自転車の旅② |                                                                               |
| #44                    | 2019年10月25日         | 根室〜石狩 500km北海道横断 自転車の旅③ |                                                                               |
| #45                    | 2019年11月23日         | 根室〜石狩 500km北海道横断 自転車の旅④ |                                                                               |
| #46                    | 2019年12月24日         | 根室〜石狩 500km北海道横断 自転車の旅⑤ |                                                                               |
| #47                    | 2020年1月28日          | 根室〜石狩 500km北海道横断 自転車の旅⑥ |                                                                               |
| #48                    | 2020年2月18日          | 根室〜石狩 500km北海道横断 自転車の旅⑦ |                                                                               |
| #49                    | 2020年3月19日          | 根室〜石狩 500km北海道横断 自転車の旅⑧ | 第5シーズン最終回。RISING SUN ROCK FESTIVAL 2019当日の様子を放送。            |

特別編2（全3回）
- 「新型コロナウイルスが憎いツアー」の会場換気タイムで披露する楽曲およびMVの作成。大澤(Gt.)・青木(Key.)・チダ(Vo./Dir.)によるユニット「ひらけ！カンキッキ」が結成された。

| 10獄放送局 番外編・特別編 | 10獄放送局 番外編・特別編 | 10獄放送局 番外編・特別編                                                                                  | 10獄放送局 番外編・特別編                                                                                                 |
| 回                        | 配信日                    | 企画 | 備考 |
| ------------------------- | ------------------------- | --- | --- |
| #--                       | 2021年1月11日             | 新型コロナウイルスが憎いツアー2020 特別編                                                                  | 新型コロナウイルス感染防止策として行われたライブ会場換気タイムの際中に流す映像を大澤・青木・チダの3人で制作する企画。     |
| #--                       | 2021年5月9日              | 新型コロナウイルスが憎いツアー2021 特別編                                                                  | 新型コロナウイルス感染防止策として行われたライブ会場換気タイムの際中に流す映像を大澤・青木・チダの3人で制作する企画再び。 |
| #--                       | 2023年1月13日             | 10獄放送局 新型コロナウイルスが憎いツアー2020〜2022ツアーファイナル「新型コロナウイルスが憎かった」 特別編 | 新型コロナウイルス感染防止策として行われたライブ会場換気タイムの際中に流す映像を大澤・青木・チダの3人で制作する企画三度。 |

第6シーズン（全6回）
- ミュージックビデオを作る_新曲「死亡フラグを立てないで」のミュージックビデオをストーリー仕立てで作成。
- MVの登場人物は打首獄門同好会（大澤・河本・junko）と青木・チダ・風乃海の6人。MV監督のアズマシゲキとそのスタッフ、チダと風乃海以外のLD&Kスタッフ2名の合計10名が雪山のペンションに泊まり込みロケを敢行。

| 10獄放送局 第6シーズン | 10獄放送局 第6シーズン | 10獄放送局 第6シーズン               | 10獄放送局 第6シーズン |
| 回                     | 配信日                 | 企画                                 | 備考                   |
| ---------------------- | ---------------------- | ------------------------------------ | ---------------------- |
| #50                    | 2022年4月22日          | ミュージックビデオを作る①            |                        |
| #51                    | 2022年5月20日          | ミュージックビデオを作る②            |                        |
| #52                    | 2022年6月24日          | ミュージックビデオを作る③            |                        |
| #53                    | 2022年7月24日          | ミュージックビデオを作る④            |                        |
| #54                    | 2022年8月19日          | ミュージックビデオを作る⑤            |                        |
| #--                    | 2022年9月25日          | 「死亡フラグを立てないで」真相解明編 |                        |

第7シーズン（全4回）
- 2023年7月上旬に開催された打首獄門同好会「北海道ツアー」のツアーレポート。
- 打首獄門同好会のメンバー（大澤・河本・junko）及びチダ・風乃海、各公演の対バン相手が出演。なお、青木亞一人は全ての公演で対バンのメンバーとして参加している。

| 10獄放送局 第7シーズン | 10獄放送局 第7シーズン | 10獄放送局 第7シーズン                      | 10獄放送局 第7シーズン                                                   |
| 回                     | 配信日                 | 企画                                        | 備考                                                                     |
| ---------------------- | ---------------------- | ------------------------------------------- | ------------------------------------------------------------------------ |
| #55                    | 2024年1月19日          | 打首獄門同好会 北海道ツアー ツアーレポート① | 青木亞一人率いる「Tsukisamu Mutton Network」のメンバーも出演。           |
| #56                    | 2024年1月26日          | 打首獄門同好会 北海道ツアー ツアーレポート② | 青木亞一人率いる「Tsukisamu Mutton Network」のメンバーも出演。           |
| #57                    | 2024年2月2日           | 打首獄門同好会 北海道ツアー ツアーレポート③ | 10獄放送局で結成されたユニット「ひらけ！カンキッキ」がライブで曲を披露。 |
| #58                    | 2024年2月9日           | 打首獄門同好会 北海道ツアー ツアーレポート④ |                                                                          |

第8シーズン（全6回）
- 水曜どうでしょうの企画でもある西表島へロビンソンへ会いに行く企画。

## 出演

### CM
- はごろもフーズ『シーチキンファンシー』シーチキン食堂・60th birthday「シーチキン食堂60周年」篇（2018年5月）